# Chizhou

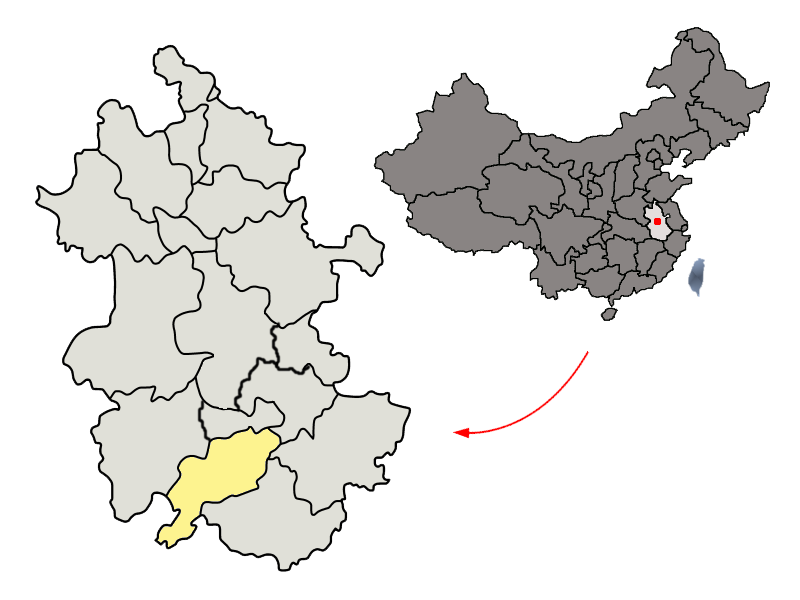
Lage der bezirksfreien Stadt Chizhou (gelb) in Anhui

Die Stadt Chizhou (chinesisch 池州市, Pinyin Chízhōu Shì) ist eine bezirksfreie Stadt im Süden der chinesischen Provinz Anhui.
Sie liegt zwischen dem Jangtse im Norden und dem Huang Shan im Süden und hat eine fast 1400 Jahre lange Geschichte. Chizhou verfügt über reiche touristische Ressourcen, wie das "Aprikosenblüten-Dorf" (Xinghua Cun) im Stadtbezirk Guichi, die Dawang-Berghöhlen, das Jiuhua-Shan-Gebirge, das Kuniujiang-Naturschutzgebiet oder den See Shengjin.
Die Fläche beträgt 8.399 Quadratkilometer und die Einwohnerzahl 1.474.500 (Stand: Ende 2018).

## Administrative Gliederung
Die bezirksfreie Stadt Chizhou setzt sich aus einem Stadtbezirk und drei Kreisen zusammen. Dies sind:
- Stadtbezirk Guichi – 贵池区 Guìchí Qū;
- Kreis Dongzhi – 东至县 Dōngzhì Xiàn;
- Kreis Shitai – 石台县 Shítái Xiàn;
- Kreis Qingyang – 青阳县 Qīngyáng Xiàn.